# Dự án GAMMA
Dự án GAMMA là tên được đặt vào năm 1968 cho Biệt đội B-57, Đại đội E (Hành quân Đặc biệt), Liên đoàn Biệt kích số 5 (Nhảy dù) (SFG(A) số 5) tại Việt Nam từ năm 1967 đến năm 1970. Nhóm này chịu trách nhiệm về các hoạt động thu thập thông tin tình báo bí mật ở Campuchia. Những toán này tỏ ra rất hiệu quả trong việc xác định vị trí các hoạt động của Mặt trận Dân tộc Giải phóng miền Nam Việt Nam ở Campuchia, đẩy Mặt trận lâm vào hoàn cảnh khốn khó. Khi nguồn tin bắt đầu biến mất, họ nhận dạng ra được một sĩ quan Việt Nam Cộng hòa chính là gián điệp. Theo lời khuyên của CIA, họ đã tiến hành các bước ngoài vòng pháp luật và xử tử anh ta. Bảy sĩ quan và một hạ sĩ quan đã bị bắt giữ và đưa ra xét xử. Khi CIA từ chối trả lời lệnh triệu tập nhân chứng vì lý do an ninh quốc gia, những lời buộc tội này liền bị hủy bỏ.

## Lịch sử
Biệt đội B-57 đặt chân đến Việt Nam Cộng hòa vào tháng 6 năm 1967. Ngày 26 tháng 2 năm 1968, biệt đội được chuyển từ Sài Gòn đến Nha Trang và được đổi tên thành Dự án GAMMA vào ngày 1 tháng 4 năm 1968, phối hợp với các đơn vị lực lượng đặc biệt khác như Dự án DELTA (Biệt đội B-52), chịu trách nhiệm trinh sát đặc biệt.:244–245 Các thành viên của biệt đội hoạt động từ chín địa điểm dưới vỏ bọc là cơ quan hoạt động dân sự và tâm lý.196

### Cơ quan hoạt động
Những đội này không báo cáo lên các cấp chỉ huy quân sự thông thường. Thành viên của Dự án GAMMA đều là quân nhân nhưng họ chỉ nằm dưới danh nghĩa các cấp chỉ huy của SFG(A) số 5. Thay vào đó, họ nhận được lệnh tác chiến từ Trưởng trạm CIA ở Sài Gòn và thông qua văn phòng vệ tinh của cơ quan này ở Nha Trang.
Kết quả là, đã có sự ganh đua và xung đột giữa các sĩ quan cấp cao của Đại tướng Lục quân Creighton Abrams và các sĩ quan lãnh đạo GAMMA. Nhiều sĩ quan cấp cao và sáng giá nhất đã chọn gia nhập các đơn vị Lực lượng Đặc biệt đang mở rộng thay vì quân đội chính quy.

### Nhiệm vụ và mục đích
Giới chính khách Hoa Kỳ tại thủ đô Washington D.C. đã cấp cho Campuchia và Lào "quyền được bảo vệ" và quân đội Mỹ không được phép chính thức vượt biên giới từ Việt Nam. Quân đội Nhân dân Việt Nam (QĐNDVN) đã lợi dụng điểm yếu về học thuyết này và đưa các đơn vị lên đến cấp sư đoàn ngay bên kia biên giới. Lực lượng này được tự do trong phần lớn thời gian của cuộc chiến để tấn công vào lãnh thổ Việt Nam Cộng hòa và trở về căn cứ của họ ở Campuchia để tái trang bị và tái vũ trang mà không sợ bị tấn công.
Dự án Gamma đã thay đổi tình hình đó. Dự án chịu trách nhiệm thu thập thông tin tình báo nhắm vào hoạt động và trại lính của Việt Nam Dân chủ Cộng hòa tại Campuchia để hỗ trợ cả các đơn vị chính quy và không chính quy của Quân đội Nhân dân Việt Nam. Đại tá Robert B. Rheault chỉ huy một lực lượng kết hợp gồm lính Mũ nồi xanh và biệt kích Quân lực Việt Nam Cộng hòa đã xâm nhập vào Campuchia "trung lập" để thu thập thông tin tình báo và phá hủy các địa điểm xâm nhập, vận chuyển và lưu trữ của Cộng sản.
Khi Dự án GAMMA xác định được một mục tiêu quá lớn khiến cho họ khó mà tấn công nổi, máy bay ném bom B-52 liền lao vào oanh tạc các địa điểm đó, vi phạm về mặt kỹ thuật đối với sự đảm bảo an ninh mà Hoa Kỳ đã dành cho các quốc gia láng giềng đó.

### Hoạt động thành công
Rheault giám sát năm đội và 98 điệp viên mang mật danh. Đây là mạng lưới tình báo thành công nhất trong cuộc chiến. Dự án Gamma sử dụng các thành viên thuộc Khmer Serei và Khmer Krom trong các hoạt động của mình bên trong Campuchia. Sĩ quan tình báo cấp cao trong ban tham mưu của Tướng Abrams đã tuyên bố vào tháng 10 năm 1968 rằng Dự án GAMMA cung cấp tới 65 phần trăm dữ liệu đã biết về các cứ điểm và lực lượng của QĐNDVN ở Campuchia cũng như 75 phần trăm dữ liệu tương tự về Việt Nam Cộng hòa.
Nhà sử học Shelby Stanton đã viết rằng vào đầu năm 1969, Biệt đội B-57 "đã phát triển thành hoạt động thu thập thông tin tình báo tốt nhất và hiệu quả nhất mà Hoa Kỳ từng có ở Đông Nam Á". Stanton và những người khác cho rằng thành công này là do tình báo Việt Nam Cộng hòa tỏ ra mù tịt về các hoạt động của đơn vị, bao gồm cả những hoạt động do chính điệp viên bản địa của biệt đội này thực hiện.196 Bộ máy tình báo Việt Nam Cộng hòa chỉ là một cái sàng đã bị nhiều điệp viên Bắc Việt xâm nhập vào được.
Một nguồn tin cho rằng GAMMA chịu trách nhiệm về các hoạt động tình báo chống lại Hoàng thân Norodom Sihanouk.

### Cái chết của Chu Văn Thái Khắc
Vào đầu năm 1969, một số nguồn tin của Biệt đội B-57 bắt đầu biến mất. Lãnh đạo của biệt đội kết luận rằng đội ngũ tình báo của họ đã bị một điệp viên làm tổn hại.196 Rheault mới chỉ huy Liên đoàn số 5 được vài tuần thì nghi phạm gián điệp bị phát hiện. Mùa xuân năm 1969, một đội trinh sát MACV-SOG hoạt động tại Campuchia đã chụp được những bức ảnh cho thấy Chu Văn Thái Khắc (còn gọi là Thái Khắc Chuyên), một điệp viên GAMMA của Việt Nam Cộng hòa, đang họp với các sĩ quan tình báo Bắc Việt. Trung sĩ Alvin Smith, người từng quản lý Chuyên, đã nhận ra Chuyên trong đống ảnh này.
Chuyên liền bị bắt giữ ngay lập tức và thẩm vấn trong mười ngày. Các cuộc kiểm tra nói dối cho thấy anh ta là một điệp viên hai mang làm việc với Mặt trận Dân tộc Giải phóng miền Nam Việt Nam.197 Họ cũng nghi ngờ anh ta đã thông báo cho chính quyền Việt Nam Cộng hòa, điều đó có nghĩa là nếu họ thả anh ta, chính quyền có thể bảo vệ Chuyên và anh ta có thể được tự do. Nhiều cách đối phó với Chuyên được mang ra thảo luận trong Biệt đội B-57, bao gồm cả khả năng giết anh ta. Trong khi sĩ quan điều hành của Liên đoàn Biệt kích số 5 phản đối mạnh mẽ việc giết Chuyên, viên chỉ huy và sĩ quan điều hành của biệt đội bèn tới gặp tổng bộ CIA ở Sài Gòn. Những người lính báo cáo rằng CIA đề xuất việc "loại bỏ ... có thể là phương án hành động tốt nhất".197
Ngày 20 tháng 6 năm 1969, ba sĩ quan được phân công vào Dự án GAMMA đã chuốc thuốc Chuyên, đưa anh ta lên thuyền ra Vịnh Nha Trang, bắn anh ta hai phát vào đầu, trói chặt cơ thể anh ta bằng xích rồi ném xác xuống Biển Đông. Một câu chuyện ngụy tạo cho rằng Chuyên đã không trở về trong một nhiệm vụ để thử thách lòng trung thành của anh ta sau đó đã được Liên đoàn Biệt kích số 5 do Rheault chỉ huy chấp thuận.
Trung sĩ Smith, người phụ trách Chuyên, không phải là thành viên của Lực lượng Đặc biệt mà là chuyên gia tình báo của Quân đội. Smith đã không tuân thủ theo quy trình khi đưa Chuyên lên tàu. Anh ta đã không yêu cầu Chuyên làm bài kiểm tra qua máy phát hiện nói dối có thể tiết lộ lý do tại sao Chuyên lại nói tiếng Anh lưu loát, đến từ miền Bắc Việt Nam và có gia đình ở đó, và từng làm việc cho một số đơn vị quân sự của Mỹ và khiến tất cả bọn họ rơi vào tình trạng hỗn loạn.

### Xét xử những người lính
Smith lo lắng cho sự an toàn của mình bèn tìm nơi ẩn náu với CIA ở Nha Trang. CIA bèn báo động cho Sở Điều tra Tội phạm Lục quân hòng cấp cho Smith quyền miễn trừ. Smith tiết lộ rằng Chuyên đã bị giết và xác định những người lính Mũ Nồi Xanh có liên quan. Tướng Abrams không phải là người có thiện cảm với lính Nhảy dù, đặc biệt là Lực lượng Đặc biệt. Ông nhanh chóng ra lệnh bắt giữ tất cả các sĩ quan và binh lính có liên quan bao gồm cả Đại tá Rheault và giam giữ tại Nhà tù Long Bình. Tất cả đều bị buộc tội giết người có chủ đích.198
Phiên tòa này được giới truyền thông đưa tin rộng rãi và được biết đến với tên gọi Vụ án Mũ Nồi Xanh. Thông tin được tiết lộ trong quá trình chuẩn bị trước phiên tòa cho thấy CIA đã ra lệnh "xử tử Chuyên với thành kiến cực đoan" đã đi vào từ điển công khai như một cách nói giảm nói tránh cho từ "hành quyết". CIA đã đưa ra một tuyên bố phủ nhận việc họ biết về Chuyên khi những người lính đòi họ cung cấp thông tin và rằng họ đã thúc giục lính Mũ Nồi Xanh không giết anh ta.
Các luật sư Lục quân bào chữa cho tám người lính đã triệu tập Tướng Abrams và các viên chức CIA làm nhân chứng. Tất cả đều từ chối làm chứng vì lý do an ninh quốc gia. Tháng 9 năm 1969, Bộ trưởng Lục quân Stanley Resor tuyên bố rằng tất cả những lời tố cáo đều bị hủy bỏ đối với tám người lính vì CIA từ chối cho nhân viên của mình ra làm chứng, khiến cho một phiên tòa công bằng trở nên bất khả thi.
Dự án GAMMA bị ngừng hoạt động vào ngày 31 tháng 3 năm 1970. Danh sách nhân sự được giao cho Biệt đội B57 "GAMMA" có tại Radix Press Houston, Texas. Bộ lịch sử chính thức của Quân đội Mỹ về lính Mũ Nồi Xanh, được xuất bản sau Chiến tranh Việt Nam, không đề cập đến Dự án GAMMA hoặc Biệt đội B-57. Mặc dù Lầu Năm Góc đã giải mật phần lớn tài liệu về các hoạt động của lính Mũ Nồi Xanh bên trong Lào và Campuchia, nhưng tính đến năm 2007, vẫn chưa có thông tin gì về Dự án GAMMA được công bố.